# Francisco Manuel de Melo Breyner
Francisco Manuel de Melo Breyner GCTE • ComNSC  (Lisboa, 27 de Julho de 1837 – Lisboa, 19 de Abril de 1903), foi um botânico, literato e arabista amador português, o 4.º conde de Ficalho.
Sócio correspondente da Academia das Ciências de Lisboa, dedicou-se ao estudo da botânica, tendo escrito diversas obras sobre esta temática. Fundou o Jardim Botânico de Lisboa, inaugurado em 1878, com a colaboração do professor Andrade Corvo.
Foi 16.º Governador Civil do Distrito do Funchal de 16 de Janeiro de 1868 a 25 de Janeiro de 1868.
Foi igualmente embaixador do Reino de Portugal na Rússia.
Comendador da Ordem de Nossa Senhora da Conceição de Vila Viçosa a 30 de Setembro de 1862 e Grã-Cruz da Ordem Militar da Torre e Espada, do Valor, Lealdade e Mérito.
Foi-lhe concedido o título de Conde de Ficalho por Carta Régia de 16 de junho de 1862, pelo rei D. Luís. Foi este título que sempre utilizou, mesmo tendo sucedido a seu pai, com título de Marquês.
Era neto da Duquesa de Ficalho, D. Eugénia Maurícia de Almeida Portugal (1784-1859).
O conde Ficalho foi um dos destacados dos "Vencidos da Vida", o grupo de personalidades da cultura e da política onde pontuavam Ramalho Ortigão, Guerra Junqueiro ou Eça de Queirós.
Faleceu aos 65 anos no palácio da rua dos Caetanos, freguesia das Mercês (Lisboa), onde residia, pelas 4 horas e meia da manhã do dia 19 de Abril de 1903. Foi sepultado no jazigo de família do Cemitério dos Prazeres no dia seguinte.
Era pai de D. Maria de Melo, futura condessa de Ficalho.

## Obras literárias
- Flora dos Lusíadas (1880)
- Memorias sobre a influencia dos Descobrimentos Portuguezes no conhecimento das plantas
  - I. - Memoria sobre a Malagueta (1883) (eBook)
- Plantas úteis da África portuguesa (1884)
- Garcia da Orta e o seu tempo (1886)
- Uma eleição perdida (1888)
- As viagens de Pêro da Covilhã (1898)
- As rosáceas de Portugal (1899)

Encontra-se colaboração da sua autoria nas revistas A imprensa (1885-1891), A semana de Lisboa (1893-1895) e A Arte Portuguesa (1895).

## Escola Politécnica de Lisboa
Devido ao seu poder monetário, foi capaz de reformar o jardim da Escola Politécnica de Lisboa. Possibilitou a importação de plantas do estrangeiro e também de jardineiros que contribuíram para a reforma do jardim.